# Du weinst um ihn
Du weinst um ihn – singel niemieckiego piosenkarza Thomasa Andersa, wydany 8 października 1980 roku.

## Lista utworów
| Nr | Tytuł utworu           | Długość |
| -- | ---------------------- | ------- |
| 1. | „Du weinst um ihn”     | 3:57    |
| 2. | „Einer von uns beiden” | 4:56    |
|    |                        | 8:53    |